# Lindmania riparia
Lindmania riparia (лат. Lindmania riparia) — растение из рода Линдмания семейства Бромелиевые (лат. Bromeliaceae) подсемейства Питкерниевые (лат. Pitcairnioideae).

## Авторы названия вида
Растение Lindmania riparia было изучено и описано такими американскими ботаниками, как Лайман Брэдфорд Смит, Джулиан Альфред Стейермарк и Робинсон.

## Распространение
Вид Lindmania riparia встречается в Венесуэле, где он является эндемичным.